# Посессия
Посессия (от лат. possidere — владеть) — форма земельной аренды — владение земельным участком вместе с находящимся на нём имуществом, применявшаяся в Речи Посполитой. Так, польские конституции 1726 и 1764 годов и постановления Литовского статута требовали, например, чтобы адвокат не только принадлежал к дворянскому сословию, но и имел поместье или посессию.
Кроме того, в XVIII—XIX веках в Российской империи посессия означала арендное владение государственными крестьянами и землями, переданными правительством арендатору для создания на этих землях промышленного производства.